# Raffaele Fornari
Raffaele Fornari (Roma, 23 gennaio 1787 – Roma, 15 giugno 1854) è stato un cardinale e arcivescovo cattolico italiano.

## Biografia
Era il figlio di Francesco e Teresa Galli.
Fu nunzio apostolico in Belgio dal 1842 al 1843 e in Francia dal 1843 al 1851.
Papa Pio IX lo elevò al rango di cardinale nel concistoro del 30 settembre 1850 con il titolo di Santa Maria sopra Minerva.
Nel 1851 divenne prefetto della Congregazione per gli studi.

## Genealogia episcopale
La genealogia episcopale è:
- Vescovo Johannes Wolfgang von Bodman
- Vescovo Marquard Rudolf von Rodt
- Vescovo Alessandro Sigismondo di Palatinato-Neuburg
- Vescovo Johann Jakob von Mayr
- Vescovo Giuseppe Ignazio Filippo d'Assia-Darmstadt
- Arcivescovo Clemente Venceslao di Sassonia
- Arcivescovo Massimiliano d'Asburgo-Lorena
- Vescovo Kaspar Max Droste zu Vischering
- Vescovo Joseph Louis Aloise von Hommer
- Vescovo Nicolas-Alexis Ondernard
- Vescovo Jean-Joseph Delplancq
- Cardinale Engelbert Sterckx
- Cardinale Raffaele Fornari